# Clase Oste
La clase Tipo 423 Oste son buques construidos para realizar misiones de SIGINT/ELINT y de reconocimiento para la Armada Alemana durante la Guerra Fría. Oficialmente están designados como buques de servicio de flota, esta clase reemplazó a la clase Tipo 422.
Posteriormente sus responsabilidades se ampliaron a la alerta temprana y de comunicaciones en colaboración con otras unidades alemanas e internacionales.

## Equipamiento
Los espacios para la acomodación de la tripulación fue diseñada con estándares civiles, y la clase Oste ofrece mucho más comodidades a la tripulación que otras naves de la armada alemana.
No se conocen datos exactos sobre los dispositivos de a bordo. Según el sitio web del Ministerio Federal de Defensa se llevan sensores electromagnéticos, hidroacústicos y electro-ópticos hacia las zonas de crisis estratégicas para obtener información. Para operar este equipamiento de alerta temprana y comunicaciones se tiene una dotación embarcada de hasta 40 tripulantes pertenecientes a las fuerzas armadas alemanas. Los barcos de la clase Oste pueden operar tanto en forma independiente como comunicándose y cooperando activamente con otras unidades de las fuerzas armadas alemanas o internacionales.

## Unidades
El  Alster (A 50) fue adquirido en el año 1989 por parte de la Armada Alemana como un reemplazo del buque del mismo nombre de la clase anterior. La nave lleva el nombre del río Alster y ha cumplido misiones en el Mar Mediterráneo (incluyendo los Balcanes y el Líbano).
El buque  Oste (A 52) es el buque líder de la clase Oste y reemplazó al buque de su mismo nombre de la clase Tipo 422 en el año 1988. Fue nombrada por el río Oste, ubicado en Baja Sajonia.
El  Oker (A 53) también reemplazó en el año 1988 al buque del mismo nombre de la clase anterior, que era un buque arrastrero convertido. Fue nombrada por el río Oker, ubicado en Baja Sajonia. Desde enero del año 1999, el Oker fue desplegado para apoyar la Misión de Verificación de Kosovo y la Operación Allied Force en el Mar Adriático. También se informó que el Oker fue avistado cerca de la costa de Siria en agosto de 2012.
| Buque  | Número de gallardete | Indicativo | Botado                  | Puesta en servicio      |
| ------ | -------------------- | ---------- | ----------------------- | ----------------------- |
| Oste   | A52                  | DRHH       |                         | 30 de julio de 1988     |
| Oker   | A53                  | DRHG       |                         | 10 de noviembre de 1988 |
| Alster | A50                  | DRHF       | 14 de noviembre de 1988 | 5 de octubre de 1989    |

Los buques fueron construidos en el astillero de Flensburger Schiffbau-Gesellschaft ubicado en Flensburg.
Actualmente todos los buques están basados en Eckernförde y pertenecen a la Primera Flotilla estacionados en Eckernförde. Los buques recibieron el mismo nombre y número de gallardete de los tres buques de la clase Tipo 422 a los cuales reemplazaron a finales de la década de 1980. Para evitar confusiones algunas veces los nombres de los buques de esta clase son precedidos por el sufijo II.